# Islam au Nigeria
L'islam est la première religion au Nigeria, le pays le plus peuplé d'Afrique avec 203 millions d'habitants en 2018. 53,5 % de la population est musulmane (tandis que 45,9 % est chrétienne). Cela représente environ 109 millions de musulmans, majoritairement sunnites de rite malékite. Il existe aussi une minorité chiite qui représente 12 % des musulmans, surtout dans l'état de Sokoto. Une petite minorité de 3 % de musulmans sont ahmadis,. Il y a aussi une petite minorité de Baha'is. Plusieurs États du Nigeria, dans le Nord, sont sous le régime de la charia. 
Le pays compte trois grandes ethnies. Les Haoussas vivent surtout dans le Nord du pays et sont musulmans pour la grande majorité. Les Yorubas dominent le Sud du pays, étant chrétiens pour la moitié d'entre eux et musulmans pour l autre moitié d'entre eux. Enfin, les Igbos sont présents dans le Sud-Est,  majoritairement chrétiens. 
Depuis l'indépendance du pays en 1960, il existe une opposition forte entre musulmans et chrétiens, mais aussi entre les 250 ethnies du pays. Pour pallier ce problème, le Nigeria est un pays fédéral. Les inégalités économiques causent depuis longtemps des affrontements ethnico-religieux. En effet, les états du Nord, où prédominent les musulmans, demandent que les ressources pétrolières du Sud chrétien leur profitent aussi.
Le Nigeria est un pays membre de l'Organisation de la coopération islamique.

## Histoire de l'islam
À partir de l'empire du Mali, sans doute à l'époque du roi Mansa Musa, l'islam est venu dans le Nord du Nigeria dès le IXe siècle. Cela est confirmé par des archives islamiques. Il s'est établi dans le royaume du Kanem-Bornou pendant le règne de Humme Jilmi. L'islam s'est étendu aux grandes villes du Nord du pays vers le XVIe siècle, et s'est finalement répandu dans tout le pays. Ces archives indiquent que l'islam a été la religion majoritaire du royaume du Kanem-Bornou lors du règne de Mai Idris Alaoma (1571-1603), bien qu'une large part de ce pays adhérât toujours aux religions traditionnelles. Idris Alaoma fit progresser l'islam dans le pays en construisant des mosquées et une hôtellerie à La Mecque, où les Kanuris allaient en pèlerinage. Par ailleurs, c'est à ce moment que la ville de Katsina rivalise avec Kano et devient un important centre d'études islamiques. Ces deux villes constituent aussi d'importants marchés d'esclaves à destination du monde arabe. C'est pour cette raison que par la suite, de nombreuses ethnies refuseront d'adhérer à l'islam.
En 1804, l'érudit musulman peul Usman dan Fodio appela au djihad contre le royaume Haoussa, dans le Nord du Nigeria. C'est l'aristocratie musulmane de cette région qui était en cause, accusée d'avoir abandonné les préceptes de l'islam et contestée au sein du peuple. C'est ainsi que commença la guerre des Peuls. Usman dan Fodio fut victorieux, et l'empire Peul établit sa capitale à Sokoto. Son mouvement de conquête a fait rapidement passer à l'islam politique toutes les sociétés du Nord du Nigeria. 
Après l'indépendance du Nigeria en 1960, un programme d'islamisation amena à la conversion de plus de cent mille personnes dans les provinces de Kaduna et de Niger. Ce programme prit fin à la suite d'un coup d'état militaire en 1966, mais l'islamisation du pays continua jusque dans les années 1990, sous le président Ibrahim Babangida. Toutes ces années ont été marquées par de fortes tensions religieuses entre chrétiens et musulmans. Dans les années 2000, petit à petit, de nombreux états du Nord se sont mis à appliquer la charia.

## L'islam contemporain

### L'islam dans la société nigériane

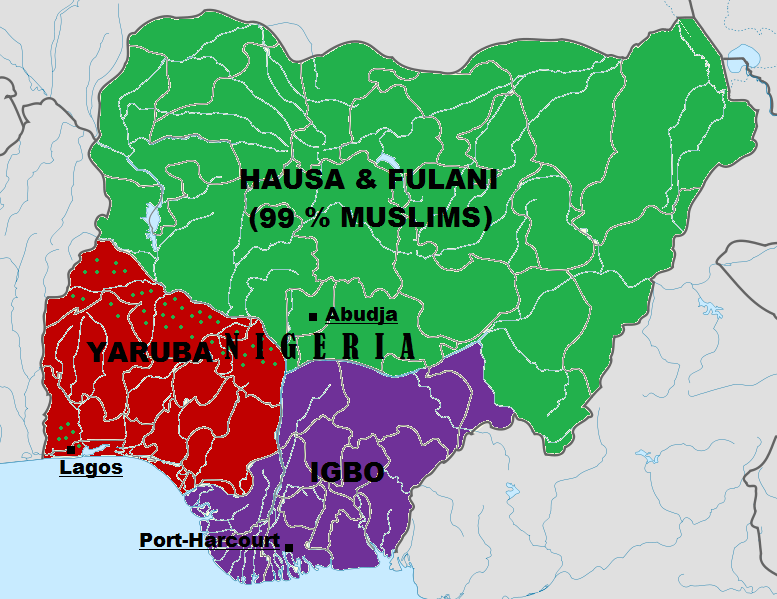
Carte indiquant les religions et les principales ethnies du Nigeria

Comme la société nigériane est pluri-ethnique et que par ailleurs, plusieurs institutions ont incorporé l'islam, il a une place centrale dans la société nigériane. Le gouvernement fédéral finance des mosquées et des pèlerinages à La Mecque. Le chef Sa'adu Abubakar, vingtième sultan de Sokoto, est considéré comme le chef spirituel des musulmans nigérians.
La charia est la législation qui prévaut dans les douze États du Nord : l'État de Sokoto, l'État de Zamfara, l'État de Katsina, l'État de Kano, l'État de Jigawa, l'État de Yobe, l'État de Borno, l'État de Kebbi, l'État de Niger, l'État de Kaduna, l'État de Bauchi et l'État de Gombe. Les applications de la charia qui heurtent le plus, comme l'amputation ou la lapidation, ont été abondamment signalées par les médias,.
Dans les années 1990, l'islam s'est répandu dans la vie quotidienne. Des meetings publics ont commencé à avoir lieu, avec des prières islamiques. Des tribunaux islamiques locaux ont enseigné les rudiments de la charia, selon l'école malékite. Actuellement, le cheikh Abu-Abdullah Adelabu a une grande influence au Nigeria. Sa prédication insiste beaucoup sur la bonne influence de la langue arabe dans les différentes langues nigériane, comme le Yoruba et le Haoussa.

### Organisation de l'islam
L'islam nigérian est peu structuré nationalement, mais son fonctionnement est très stable depuis plusieurs siècles. Sur le modèle aristocratique des familles de souverains ou dirigeants, il existe des familles de clercs, dont les descendants mâles sont envoyés à l'étranger pour étudier la théologie et le fiqh. Ils occupent la plupart des postes dans les mosquées et les tribunaux. Ces oulémas sont par leur famille au service des émirs depuis des siècles. Les émirs eux-mêmes constituent une noblesse issue de riches familles marchandes des grandes villes. Le peuple peut consulter le très nombreux clergé, plus ou moins formé, qui étudie auprès d'érudits locaux. Des rites de passage existent pour ce qui veulent devenir clercs, qui leur permettent d'augmenter leur pouvoir de bénédiction (baraka), en plus de l'éducation islamique.
Des confréries soufies existent surtout dans les grandes villes. Elles proposent un islam plus personnel et mystique. Les deux principales sont la qadiriyya et la tidjaniya. Elles ont leurs propres mosquée, et parfois des écoles soutenues par l'État. Ces confréries soufies ont joué un grand rôle dans l'expansion de l'islam dans le Nord et la ceinture centrale du pays.

### Maitatsine
Dans les années 1970, un petit groupe a commencé à mener un activisme religieux à Kano, sous la direction de Maitatsine. Maitatsine venait du Cameroun, et affirmait avoir des révélations divines qui remplaçaient celles de Mahomet. Avec ses propres mosquées et une doctrine différente de l'islam orthodoxe, il a recherché un pouvoir religieux et social. Pour cela, il a axé son message sur les immigrants pauvres des villes, qui étaient rejetés par les groupes urbains établis. Finalement, dans la ville de Kano, en décembre 1980, des milliers d'adeptes de la secte de Maitatsine semèrent la terreur pendant plusieurs jours. La répression de l'État fut encore plus violente. Il y eut aussi des pogroms antichrétiens les années suivantes.

### Boko Haram
La secte islamiste Boko Haram (littéralement, « l'éducation occidentale est un péché ») existe depuis le début des années 2000. Elle est née dans la mosquée de Maiduguri, qui attirait des populations pauvres et sans emploi. Elle cherche à instaurer un État islamique appliquant la charia. En décembre 2003, 200 militants ont réussi des attaques contre des commissariats de police de l'État de Yobe. Certains ont été tués ou arrêtés ensuite. Les attaques ont été de plus en plus violentes. Elles visaient les chrétiens et les musulmans considérés comme non religieux. La grande majorité des musulmans rejettent cette secte extrémiste. Les chrétiens sont nombreux à renoncer à leur foi à cause des menaces de mort. Lors du soulèvement de juillet 2009, les forces de police ont riposté et tué 800 personnes, dont le chef de la secte, Mohammed Yusuf. Malgré cela, la secte a continué de menacer tous ceux qui s'opposaient à la charia au Nigeria.